# 永井直養
永井 直養（ながい なおのぶ）は、江戸時代後期の大名。大和新庄藩の第6代藩主。永井家宗家10代。
享和3年（1803年）6月11日、第5代藩主永井直方の長男として生まれる。文政8年（1825年）4月10日、父の隠居により家督を継いだ。文政10年（1827年）と嘉永元年（1848年）に日光祭祀奉行となる。天保の大飢饉においては倹約を率先して行い、領民に対しては出稼ぎを禁止するなどした。嘉永3年（1850年）10月、養子の直幹に家督を譲って隠居し、嘉永7年（1854年）閏7月14日に死去した。享年52。